# Claire Skinner
Claire Skinner (Hemel Hempstead, 1965) is een Engelse actrice. Ze werd genomineerd voor een Laurence Olivier Award voor haar bijrol in The Glass Menagerie. Verder is ze bekend door haar rol als Clare in de serie Life Begins en als Sue Brockman in de sitcom Outnumbered, waarvoor ze genomineerd werd voor een BAFTA.

## Biografie
Skinner groeide op in Hemel Hempstead. Ze was een verlegen kind dat uit haar schulp kwam als ze op een podium werd gezet. Na haar middelbare school studeerde ze aan de London Academy of Music and Dramatic Art.
Vanaf 1989 speelde ze onder regie van Alan Ayckbourn in verschillende van zijn toneelstukken, zoals The Revengers' Comedies, Taking Steps en Invisible Friends. Ook speelde ze onder zijn regie de rol van Desdemona in Othello bij het Royal National Theatre.
Ze maakte haar filmdebuut in 1989 met de film The Rachel Papers. In hetzelfde jaar maakte ze haar televisiedebuut met een gastrol in de detectiveserie Inspector Morse. Ze speelde twee keer in een film van Mike Leigh, namelijk Life Is Sweet in 1990 en Naked in 1993. Voor haar rol in Life Is Sweet werd ze beloond met een Star des demains als beste actrice op het filmfestival van Geneve.
In 1992 ging ze bij de Royal Shakespeare Company en speelde in het toneelstuk Measure for Measure. Een jaar later speelde ze een seizoen de rol van Lucinda in de televisiecomedy Chef!. Ook speelde ze de rol van Cecily in The Importance of Being Earnest tegenover 
Maggie Smith. Hierna speelde ze de rol van Bridget in de eerste opvoering van het toneelstuk Moonlight geschreven door Harold Pinter, dat opgevoerd werd op West End in Londen tegenover Michael Sheen en Dominic Rowan.
Bij het toneelstuk Look Back in Anger stond ze in 1995 opnieuw tegenover Michael Sheen. Later dat jaar speelde ze opnieuw met hem en Philip Bowen in de klucht De tante van Charlie, waarin ze de rol van Kitty Verdun op haar nam.
In 1996 werd Skinner genomineerd voor een Laurence Olivier Award voor haar rol van Laura Wingfield in de categorie beste bijrol in het toneelstuk The Glass Menagerie, dat geregisseerd werd door Sam Mendes. Voor deze rol werd ze ook beloond met een Critics' Circle Award voor Best Actress en een Time Out Award voor Best Performance Off-West End.
Een jaar later speelde ze opnieuw de rol van Desdemona in Othello onder regie van Sam Mendes tegenover David Harewood en Russell Baele. In 1997 speelde ze ook een rol in de vierdelige miniserie A Dance to the Music of Time, waar ze haar latere partner Charles Palmer leerde kennen. In dat jaar speelde ze een gastrol in de satirische show Brass Eye en een hoofdrol in de comedy The Peter Principle. Ook speelde ze een rol in The Wingless Bird, een verfilming van een boek van Catherine Cookson.
In 1999 speelde ze verschillende bijrollen in de films You're Dead, Sleepy Hollow en Mauvaise Passe. Op televisie speelde ze de rol van detective Catherine Tully in Second Sight. In 2001 had Skinner een bijrol in de film Bridget Jones's Diary en speelde ze in de comedy Bedtime. Ook maakte ze na vier jaar een terugkeer bij het toneel door de rol van Hermione in The Winter's Tale.
In 2002 maakte Skinner haar hoorspeldebuut in de kerstaflevering van Old Harry's Game, uitgezonden op BBC Radio 4. Een jaar later speelde ze in de comedy Trevor's World of Sport ', dat een jaar op televisie liep en drie seizoenen als hoorspel op BBC Radio 4 te horen was.
Skinner speelde in 2004 de rol van Clare in de dramaserie Life Begins, die drie seizoenen liep. Ook had ze gastrollen in de televisieseries Murphy's Law, The Genius of Mozart en in een verfilming van Agatha Christie's Marple. Een jaar later volgde een gastrol in de serie The Family Man.
In 2007 speelde Skinner een bijrol in het televisiedrama Kingdom, in de miniseries The Trial of Tony Blair en Burn Up. Ook speelde Skinner de rol van Sue Brockman in de sitcom Outnumbered. Voor haar vertolking werd ze in 2009 genomineerd voor een BAFTA in de categorie Comedy Performance. In 2011 was ze genomineerd voor een British Comedy Award in de categorie Best TV Comedy Actress.
In 2008 speelde Skinner verschillende bijrollen in televisieseries, zoals de rol van Fanny Dashwood in de verfilming van Sense ans Sensibility, een rol in Agatha Christie's Poirot en The Commander. Ook speelde ze de gastrol van Mrs Macey in Lark Rise to Candleford, dat geregisseerd werd door haar man Charles Palmer.
Haar rol van Rita Affleck in het toneelstuk Mrs. Affleck zorgde voor haar terugkeer op het toneel in 2009. In hetzelfde jaar volgde ook een rol in de televisieserie Trinity. Een jaar later speelde ze de rol van Maya in het toneelstuk Deathtrap geschreven door Ira Levin.
In 2011 speelde ze een gastrol in de kerstaflevering van Doctor Who en in 2012 speelde ze een hoofdrol in de televisieserie Homefront.
Claire Skinner is getrouwd met regisseur Charles Palmer en ze hebben samen twee kinderen.

## Filmografie

### Films
- The Rachel Papers (1989)
- Life Is Sweet (1990)
- Naked (1993)
- I.D. (1994)
- The Return of the Native (1994)
- Clockwork Mice (1995)
- You're Dead (1999)
- Sleepy Hollow (1999)
- Mauvaise (1999)
- Bridget Jones's Diary (2001)
- And When Did You Last See Your Father? (2007)
- The Trial (2025)

### Televisieseries
*Exclusief eenmalige gastrollen
- Chef! - Lucina (1993)
- The Peter Principle - Susan Harvey (1997 en 2000)
- A Dance to the Music of Time - Jean (1997)
- Brass Eye - Verschillende rollen (1997)
- The Wingless Bird - Agnes Conway (1997)
- Second Sight - Detective Catherine Tully (1999)
- Bedtime - Sarah Newcombe (2001)
- Swallow - Gail Collins (2001, 2 afleveringen)
- Trevor's World of Sport - Meryl (2003)
- Life Begins - Clare (2004 - 2006)
- Outnumbered - Sue Brockman (2007 - 2014)
- Sense and Sensibility - Fanny Dashwood (2008)
- Lark Rise to Candleford - Mrs. Macey (2008, 2 afleveringen)
- Burn Up - Clare (2008)
- Trinity - Dr. Angela Donne (2009)
- Homefront - Clair Marshbrook (2012)
- Critical - Lorraine Rappaport (2015)

- Biblioteca Nacional de España: XX1411167
- Bibliothèque nationale de France: cb142279192 (data)
- Gemeinsame Normdatei: 142515981
- International Standard Name Identifier: 0000 0001 0814 8913
- Library of Congress Control Number: no95013280
- Nationale Bibliotheek van Israël: 987007457247405171
- Virtual International Authority File: 9767149108645168780006